# Gerhard Öhlmann

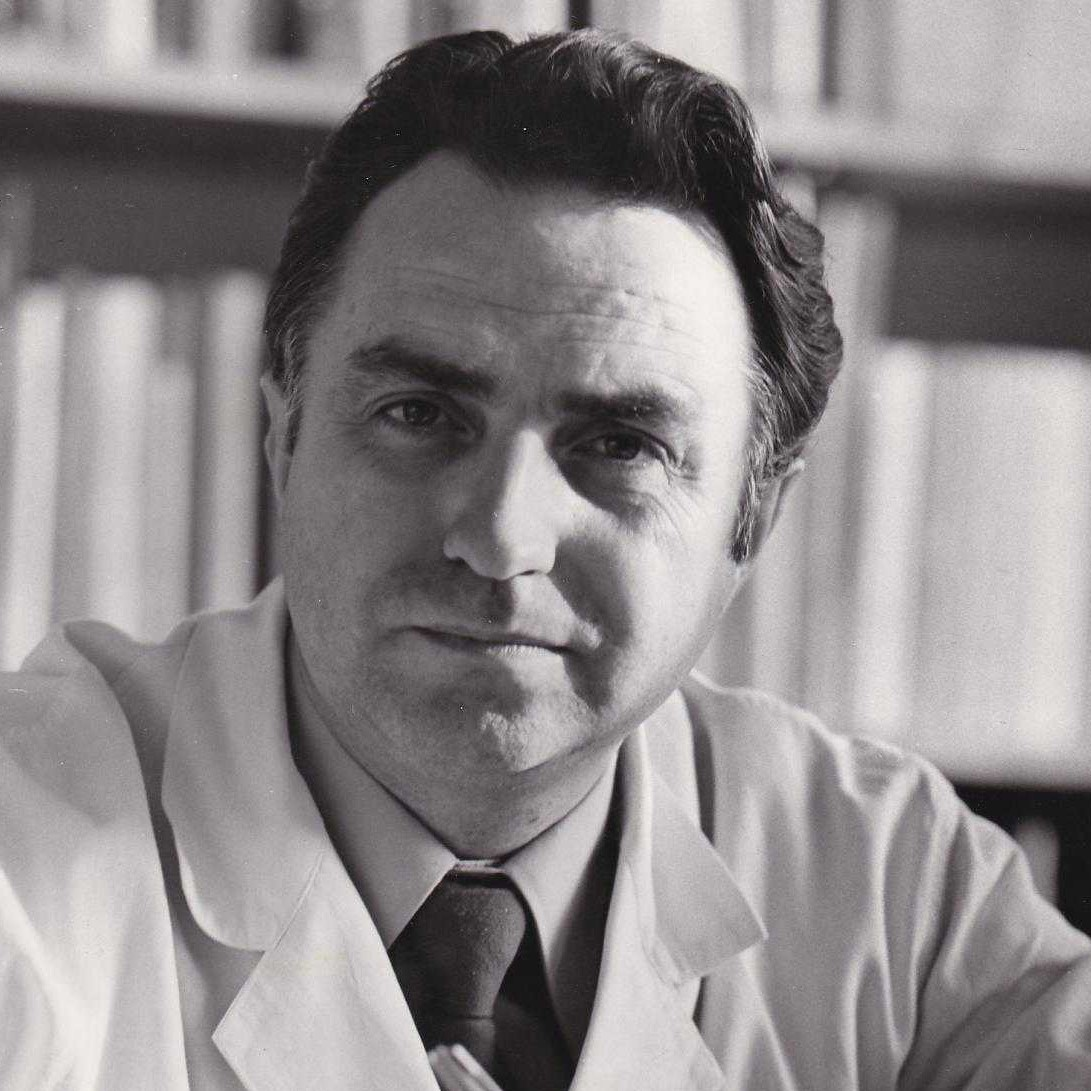
Gerhard Öhlmann

Gerhard Öhlmann (* 31. Dezember 1931 in Neuhaldensleben) ist ein deutscher Chemiker und Akademie-Professor. Als Chemiker befasste sich Öhlmann mit physikalischer Chemie, besonders mit Katalyseforschung und Kinetik.

## Werdegang
Gerhard Öhlmann wurde in Neuhaldensleben geboren, das 1938 mit Althaldensleben zusammengelegt wurde zur Stadt Haldensleben in der Nähe von Magdeburg im heutigen Land Sachsen-Anhalt. Er ist der Sohn des Kellners und Gastwirts Erich Öhlmann und seiner Ehefrau, der Posamentiererin Marianne Öhlmann, geb. Becker. Seine Geschwister sind die ältere Schwester Margot (1927–1998) und der jüngere Bruder Lothar (* 1940; Arzt). Von 1938 bis 1941 besuchte er die Grundschule zunächst in Neuhaldensleben und dann in Börgitz, Kreis Gardelegen, die Mittelschule in Stendal und die Oberschule in Haldensleben, die er 1950 mit dem Abitur abschloss.
Unmittelbar nach dem Abitur studierte Öhlmann von 1950 bis 1951 Chemie an der Martin-Luther-Universität in Halle (Saale). Sein Chemiestudium führte er von 1951 bis 1956 an der Shdanov-Universität im damaligen Leningrad in der Sowjetunion, heute Sankt Petersburg in Russland fort mit Abschluss als Diplom-Chemiker. Seine Diplomarbeit „Wechselwirkung einiger beta-monoalkylsubstituierter Glycidsäuren mit Anilin“ entstand unter Anleitung des promovierten Dozenten W. F. Martynow.
Öhlmann ist seit 1956 verheiratet mit der Diplom-Chemikerin Marina Nikolajewna Selenina, das Ehepaar hat die erwachsene Tochter Katharina (* 1958), als Werbeökonomin und Modedesignerin tätig.

## Chemiker
Seine berufliche Tätigkeit begann er im August 1956 in Leipzig am „Institut für organisch-chemische Industrie“ in der Permoser Straße, das damals unter der Leitung des Professors und späteren Rektors in Merseburg Eberhard Leibnitz stand. Bereits ab 20. Februar 1957 wechselte er jedoch in eine Aspirantur an der Staatlichen Shdanow-Universität in Leningrad. Das Thema seiner Dissertation lautete: „Wechselwirkung aliphatischer und aromatischer Glycidester mit Ammoniak und Anilin“. Gutachter waren die Professorin T. I. Temnikowa und W. F. Martynow, der ihn schon bei seiner Diplomarbeit betreut hatte. Der erlangte russische Abschluss lautete „Kandidat der chemischen Wissenschaften“, gleichwertig dem „Dr. rer. nat.“ an deutschen Universitäten.
Von Juli 1957 bis Mai 1960 war Öhlmann „Arbeitsgruppenleiter“ in den Leipziger Instituten der Deutschen Akademie der Wissenschaften zu Berlin (DAW) und danach bis Mai 1962 im Institut für Mess- und Prüftechnik der DAW in Berlin. Gemeinsam mit anderen Instituten wurde auch dieses ursprüngliche „Institut für organisch-chemische Industrie“ in der zweiten Hälfte der 1950er Jahre vom Ministerium für chemische Industrie in die DAW überführt.
Von Mitte 1962 bis Ende 1973 war Öhlmann Leiter der Abteilung „Kinetik“ im „Institut für Physikalische Chemie“ der DAW in Berlin. Während dieser Zeit erlangte er auch 1969 seine Habilitation an der Humboldt-Universität zu Berlin, Sektion Chemie (Sektionsdirektor: Hans-Georg Henning) mit der Habilitationsschrift „Kinetik und Mechanismus der Gasphasenoxydation gesättigter Kohlenwasserstoffe mittlerer Kettenlänge (C7-C8)“. Gutachter waren die Professoren Wolfgang Schirmer und Günter Hilgetag.

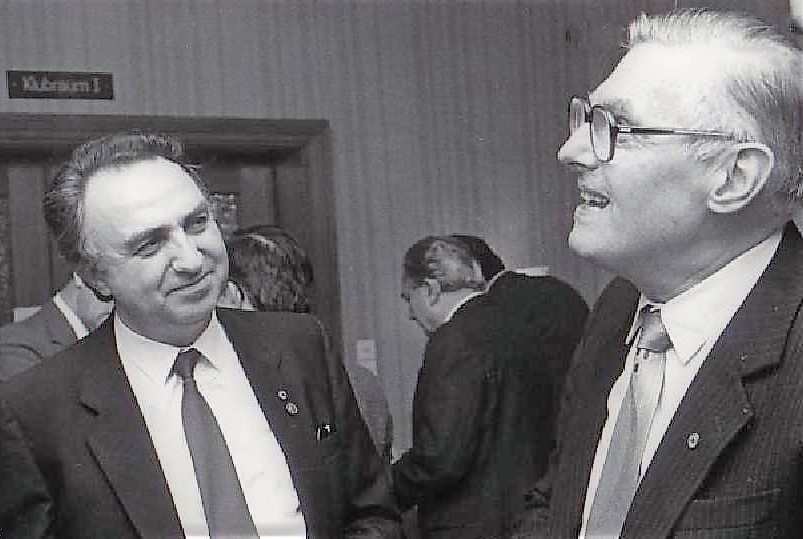
Gerhard Öhlmann (li) bei der Amtsübernahme als Direktor des ZIPC von Wolfgang Schirmer (1986)

Im Zuge der beginnenden Akademiereform, die von 1968 bis 1972 durchgeführt wurde, ist per Mai 1968 das Zentralinstitut für Physikalische Chemie (ZIPC) in Berlin gebildet worden unter Einbeziehung des „Instituts für anorganische Katalyseforschung“ und des „Instituts für Strukturforschung“.
1970 wurde Öhlmann zum Professor an der Deutschen Akademie der Wissenschaften zu Berlin (DAW) ernannt, die mit Abschluss der Akademiereform 1972 in Akademie der Wissenschaften der DDR (AdW) umbenannt wurde. 1972 wurde er zugleich als „Korrespondierendes Mitglied“ der Gelehrtengesellschaft der AdW der DDR gewählt.
Von Anfang 1974 bis Ende 1985 übte Öhlmann die Funktion des Bereichsdirektors des Bereiches „Katalyse-Kinetik“ des ZIPC der AdW aus und war zugleich Stellvertretender Direktor des Zentralinstituts für Physikalische Chemie (ZIPC). 1974 wurde er als „Ordentliches Mitglied“ der Gelehrtengesellschaft der AdW gewählt.
Von Anfang 1986 bis Juni 1990 war Öhlmann Direktor des ZIPC in der Nachfolge von Wolfgang Schirmer, danach erfolgte sein Rücktritt vom Amt des Direktors und die Amtsübergabe an seinen Nachfolger Lutz Zülicke. Vom Juli 1990 bis Ende Mai 1991 war Öhlmann Leiter der Abteilung „Mehrkomponenten-Katalysatoren“ im Bereich Katalyse des ZIPC. Im Zuge der Abwicklung der AdW der DDR ist Öhlmann zum Juni 1991 aus dem ZIPC und aus der Gelehrtengesellschaft ausgeschieden; es erfolgte sein Übergang in den Vorruhestand.

## Unternehmensberater
Nach der deutschen Wiedervereinigung war Öhlmann wissenschaftlicher Berater im Bereich Forschung der „Vereinigten Aluminiumwerke“ (VAW) in Bonn, später ab 1995 – nach der Herauslösung der Zeolithforschung aus den VAW – wissenschaftlicher Berater in der selbständigen Firma „Alsi-Penta Zeolithe GmbH“ in Schwandorf.
In den Jahren 1993 und 1994 erfolgten mehrere Aufenthalte von Öhlmann in „Savannah“ (USA) als Berater der Firma „Intercat – Savannah, INC.“
Von 1995 bis 1997 hat Öhlmann jeweils mehrere Monate beratende und experimentelle ingenieurtechnische Tätigkeiten bei der US-amerikanischen Firma TRICAT in Bitterfeld zur Entwicklung und technischen Realisierung eines Verfahrens für die Herstellung eines neuen Sorbens auf Basis eines Al-reichen Molsiebes durchgeführt.
Zum Jahresende 2003 schloss Öhlmann einen Beratervertrag mit der Firma TRICAT Zeolithes GmbH in Bitterfeld, der auch nach der Übernahme der Firma durch die „Südchemie AG“ von dieser als „Südchemie Zeolithes GmbH“ mit übernommen wurde. In den Jahren 2004 bis 2008 wurden hier in Kooperation mit der Firma IBUTEC in Weimar die wissenschaftlich-technischen Bedingungen erarbeitet und die zugehörigen thermischen Prozessstufen für eine Technologie der Produktion eines Zeolith-Katalysators (MTProp) realisiert.

## Mitgliedschaften, Ehrungen und Auszeichnungen
- Mitglied des Forschungsrates beim Ministerrat der DDR und Leiter der dortigen Gruppe „Chemie“
- Mitglied des Rates für Katalyseforschung der DDR
- Mitglied des Wissenschaftlichen Rates des Forschungsprogramms „Chemie“ der DDR, Beauftragter für die Hauptforschungsrichtung (HFR) „Physikalische Chemie“
- Mitglied des Rates der Internationalen Katalyse-Kongresse (Vertreter der DDR) der Problemkommission „Kinetik und Katalyse“ in der multilateralen Zusammenarbeit der sozialistischen Länder
- Kombinatsbeauftragter der AdW für das Kombinat „Leuna-Werke ‚Walter Ulbricht‘“
- 1964 Verdienstmedaille der DDR
- 1972 Wahl als Korrespondierendes Mitglied der Deutschen Akademie der Wissenschaften (DAW)
- 1974 Wahl als Ordentliches Mitglied der Akademie der Wissenschaften der DDR (AdW)
- 1974 Verdienter Aktivist
- 1975 Nationalpreis der DDR, III. Klasse für Wissenschaft und Technik (Kollektiv)
- 1979 Banner der Arbeit, Stufe I
- 1979 Medaille „30. Jahrestag der DDR“
- 1983 Vaterländischer Verdienstorden in Bronze
- 1988 Clemens-Winkler-Medaille der Chemischen Gesellschaft der DDR
- seit 1993 Mitglied der Leibniz-Sozietät der Wissenschaften zu Berlin
- 1996 Ehrenurkunde für 40 Jahre treue Mitgliedschaft in der Gewerkschaftsbewegung, überreicht vom Hauptvorstand Stuttgart der Gewerkschaft Öffentliche Dienste, Transport und Verkehr.

## Veröffentlichungen (Auswahl)
- Wechselwirkung einiger Ethylester beta-monoalkylsubstituierter Glycidsäuren mit Anilin. J. obsch. Chim. XXV (1955), 1561–1566 (erste Publikation, hervorgegangen aus der Diplomarbeit von 1955).
- Kinetik und Mechanismus der Gasphasenoxydation höherer, gesättigter Kohlenwasserstoffe. Wiss. Zeitschr. der Techn. Hochschule für Chemie „Carl Schorlemmer“ Leuna-Merseburg, Jg. 2 (1970) Heft 3–4, S. 195–205.
- Investigation of Catalytically Active Surface Compounds; XVII. Influence of Size and Structure of Vanadium Oxide Clusters on Selectivity in the Oxidation of n-Butene. J. Catal. 91 (1985) 54–63
- Oxidische Cluster und Oberflächenverbindungen des Vanadiums auf SiO2 als heterogene Katalysatoren in Oxydationsreaktionen. Z. Chem., 24. Jg. (1984) Heft 5, 161–169.
- Katalyse – ein Hauptweg chemischer Stoffwandlung. Vortrag, gehalten anlässlich des Leibniz-Tages der Akademie am 6. Juli 1979. Sitzungsberichte der AdW der DDR, 8N 1980, Akademie-Verlag, Berlin 1980.

Zeitschriften:
Zahlreiche Veröffentlichungen in internationalen Zeitschriften, besonders in Zeitschrift für physikalische Chemie (auch Buchbesprechungen).
Gutachten:
Mehr als 50 wissenschaftliche Gutachten über mehr als 12 Dissertationen und zwei Habilitationsschriften (Dissertationen B) sowie andere Arbeiten auf dem Gebiet der heterogenen Katalyse.
Veröffentlichungen im Rahmen der Leibniz-Sozietät:
- Katalyse und Automobil – Wege zur Nachhaltigkeit der Mobilität. Sitzungsberichte der Leibniz-Sozietät, Band 57, Jahrgang 2003, S. 5–42.
- Günther Rienäcker. Laudatio zu seinem 100. Geburtstag. Sitzungsberichte der Leibniz-Sozietät, Band 68, Jahrgang 2004, S. 152–160.
- Solarzeitalter – auf dem Wege zur Realität. LIFIS ONLINE [14.02.2007] 1–13; Sitzungsberichte der Leibniz-Sozietät, Band 90, Jahrgang 2007, S. 33–50.
- gemeinsam mit Martin Bülow: Nachruf auf Wolfgang Schirmer. Sitzungsberichte der Leibniz-Sozietät, Band 80, Jahrgang 2005.
- Integrierte Energie- und Klimapolitik – Pläne und Probleme, 2007. LIFIS ONLINE [10.03.2008] 1–17.
- Hermann Klare, Laudatio anlässlich seines 100. Geburtstages am 12. Mai 2009. Sitzungsberichte der Leibniz-Sozietät, Band 105, Jahrgang 2010, S. 171–183.
- Technologien des 21. Jahrhunderts. In: Beiträge zur Allgemeinen Technologie. Abhandlungen der Leibniz-Sozietät der Wissenschaften zu Berlin, Band 36, Jahrgang 2014, S. 379–444. Hrsg.: Gerhard Banse und Ernst-Otto Reher.
- Ausgewählte, innovative Effizienztechnologien auf Basis von Methan und Kohlenstoffdioxid. Sitzungsberichte der Leibniz-Sozietät, Band 130, Jahrgang 2017, S. 147–163.